# EA Vancouver
EA Vancouver (također poznat kao EA Burnaby i ranije poznat kao EA Canada) je kanadski proizvođač videoigara smješten u Burnabyju, Britanska Kolumbija. Razvojni studio otvoren je kao Distinctive Software u siječnju 1983. godine, a ujedno je i najveći i najstariji studio Electronic Arts. EA Vancouver zapošljava približno 1300 ljudi i ima najveću svjetsku operaciju testiranja videoigara.

## Prostorije
Kampus se sastoji od studija za snimanje pokreta, dvadeset i dvije sobe za skladanje, četrnaest apartmana za montažu videa, tri produkcijska studija, krila za audio skladbe i odjela za osiguranje kvalitete. Tu su i sadržaji poput prostorija za fitness, dva kazališta, kafića, caffe barova, nogometnog igrališta i nekoliko arkada. Zgrada se nalazi uz Discovery Park. 

## Povijest
EA Vancouver veliki je studio američkog softvera za igre Electronic Arts (EA) koji ima mnogo studija širom svijeta. EA, sa sjedištem u Redwood Cityju u Kaliforniji, 1991. je kupila Distinctive Software za 11 milijuna dolara i preimenovala Distinctive Software u EA Canada. U vrijeme stjecanja posla Distinctive Software bio je poznat po razvoju brojnih trkaćih i sportskih igara objavljenih pod markom Accolade. Od kada je postala EA Canada, EA Canada je razvila mnoge EA igre, EA sport i EA Sports BIG igre.
EA je 2002. godine kupio Black Box Games, a Black Box Games postao je dio EA Canada pod imenom EA Black Box. EA Black Box kasnije je postao nezavisni EA studio 2005. Od stjecanja EA Black Box postao je dom franšize Need for Speed, i mnogih drugih. 

## Videoigre
Popisi ispod prikazuju videoigre koje su proizvedene za izdavača EA Games/EA (Electronic Arts je ime "EA Games" promijenio u samo "EA"):
| Godina | Videoigra                  | Platforma(e)                                                                                        |
| ------ | -------------------------- | --------------------------------------------------------------------------------------------------- |
| 2011   | Battlefield 3              | Microsoft Windows, PlayStation 3, Xbox 360                                                          |
| 2011   | FIFA 12                    | Microsoft Windows, PlayStation 2, PlayStation 3, Xbox 360                                           |
| 2011   | Fight Night Champion       | PlayStation 3, Xbox 360                                                                             |
| 2011   | NBA Jam: On Fire Edition   | PlayStation 3, Xbox 360                                                                             |
| 2011   | NHL 12                     | PlayStation 3, Xbox 360                                                                             |
| 2012   | FIFA 13                    | Microsoft Windows, Nintendo 3DS, PlayStation 2, PlayStation 3, Wii, Xbox 360                        |
| 2012   | FIFA Street                | PlayStation 3, Xbox 360                                                                             |
| 2012   | Grand Slam Tennis 2        | PlayStation 3, Xbox 360                                                                             |
| 2012   | NHL 13                     | PlayStation 3, Xbox 360                                                                             |
| 2012   | SSX                        | PlayStation 3, Xbox 360                                                                             |
| 2012   | UEFA Euro 2012             | Microsoft Windows, PlayStation 3, Xbox 360                                                          |
| 2013   | FIFA 14                    | Microsoft Windows, PlayStation 3, PlayStation 4, Xbox 360, Xbox One                                 |
| 2013   | NHL 14                     | PlayStation 3, Xbox 360                                                                             |
| 2014   | 2014 FIFA World Cup Brazil | PlayStation 3, Xbox 360                                                                             |
| 2014   | EA Sports UFC              | PlayStation 4, Xbox One                                                                             |
| 2014   | FIFA 15                    | Microsoft Windows, Nintendo 3DS, PlayStation 3, PlayStation 4, PlayStation Vita, Xbox 360, Xbox One |
| 2014   | NHL 15                     | PlayStation 3, PlayStation 4, Xbox 360, Xbox One                                                    |
| 2015   | EA Sports UFC              | Android, iOS                                                                                        |
| 2015   | FIFA 16                    | Microsoft Windows, PlayStation 3, PlayStation 4, Xbox 360, Xbox One                                 |
| 2015   | NHL 16                     | PlayStation 3, PlayStation 4, Xbox 360, Xbox One                                                    |
| 2016   | EA Sports UFC 2            | PlayStation 4, Xbox One                                                                             |
| 2016   | FIFA 17                    | Microsoft Windows, PlayStation 3, PlayStation 4, Xbox 360, Xbox One                                 |
| 2016   | FIFA Mobile                | Android, iOS, Windows Apps, Windows Phone                                                           |
| 2016   | NHL 17                     | PlayStation 4, Xbox One                                                                             |
| 2017   | FIFA 18                    | Microsoft Windows, Nintendo Switch, PlayStation 3, PlayStation 4, Xbox 360, Xbox One                |
| 2017   | NHL 18                     | PlayStation 4, Xbox One                                                                             |
| 2017   | Star Wars Battlefront II   | Microsoft Windows, PlayStation 4, Xbox One                                                          |
| 2018   | EA Sports UFC 3            | PlayStation 4, Xbox One                                                                             |
| 2018   | FIFA 19                    | Microsoft Windows, Nintendo Switch, PlayStation 3, PlayStation 4, Xbox 360, Xbox One                |
| 2018   | NHL 19                     | PlayStation 4, Xbox One                                                                             |
| 2019   | FIFA 20                    | Microsoft Windows, Nintendo Switch, PlayStation 4, Xbox One                                         |
| 2019   | NHL 20                     | PlayStation 4, Xbox One                                                                             |
| 2020   | EA Sports UFC 4            | PlayStation 4, Xbox One                                                                             |
| 2020   | FIFA 21                    | Microsoft Windows, Nintendo Switch, PlayStation 4, Xbox One, PlayStation 5, Xbox Series X, Stadia   |
| 2020   | NHL 21                     | PlayStation 4, Xbox One                                                                             |

| Igre razvijene za izdavaštvo sa strane EA Sports: - 3 on 3 NHL Arcade - 2002 FIFA World Cup - 2006 FIFA World Cup - 2010 FIFA World Cup South Africa - 2014 FIFA World Cup Brazil - EA Sports UFC - EA Sports UFC 2 - EA Sports UFC 3 - EA Sports UFC 4 - FIFA 97 - FIFA: Road to World Cup 98 - FIFA 99 - FIFA 2000 - FIFA 2001 - FIFA Football 2002 - FIFA Football 2003 - FIFA Football 2004 - FIFA Football 2005 - FIFA 06 - FIFA 07 - FIFA 08 - FIFA 09 - FIFA 10 - FIFA 11 - FIFA 12 - FIFA 13 - FIFA 14 - FIFA 15 - FIFA 16 - FIFA 17 - FIFA 18 - FIFA 19 - FIFA 20 - FIFA 21 - FIFA Street (2012) - FIFA Manager 06 - FIFA Online - Facebreaker - Fight Night Round 4 - Fight Night Champion - Grand Slam Tennis - Celebrity Sports Showdown - Cricket 07 - Knockout Kings - Madden NFL 07 (Wii) - MVP 06 NCAA Baseball - NBA Live 2003 - NBA Live 2004 - NBA Live 2005 - NBA Live 06 - NBA Live 07 - NBA Live 08 - NBA Live 09 - NBA Live 10 - NCAA March Madness 2002 - NCAA March Madness 2005 - NCAA March Madness 06 - NCAA March Madness 07 - NCAA March Madness 08 - NCAA Basketball 09 - NCAA Basketball 10 - NHL '94 - NHL 97 - NHL 98 - NHL 99 - NHL 2000 - NHL 2001 - NHL 2002 - NHL 06 - NHL 07 - NHL 08 - NHL 09 - NHL 10 - NHL 11 - NHL 12 - NHL 13 - NHL 14 - NHL 15 - NHL 16 - NHL 17 - NHL 18 - NHL 19 - NHL 20 - NHL 21 - Rugby 2005 - Rugby 06 - SSX (2012) - Total Club Manager 2005 - Triple Play 96 - Triple Play 2000 - UEFA Champions League 2006–2007 - UEFA Euro 2004 - UEFA Euro 2008 - UEFA Euro 2012 - World Cup 98 | Igre razvijene za izdavaštvo sa strane EA Sports BIG: - Def Jam Vendetta - FaceBreaker - FIFA Street (2005) - FIFA Street 2 - FIFA Street 3 - NBA Street - NBA Street Vol. 2 - NBA Street V3 - NFL Street - NFL Street 2 - NFL Street 3 - NFL Tour - Sled Storm - SSX (2000) - SSX Tricky - SSX 3 - SSX On Tour - SSX Blur |

## Vanjske poveznice
- Službena stranica